# West Palm Beach
West Palm Beach è una città dello stato della Florida, negli Stati Uniti d'America. È situata nella Contea di Palm Beach. Nel censimento del 2019 aveva una popolazione di 111 955 abitanti, su una superficie di 150 chilometri quadrati.

## Società

### Evoluzione demografica
| Anno | Popolazione |
| ---- | ----------- |
| 1920 | 8 659       |
| 1930 | 26 610      |
| 1940 | 33 693      |
| 1950 | 43 162      |
| 1960 | 56 208      |
| 1970 | 57 375      |
| 1980 | 63 305      |
| 1990 | 67 764      |
| 2000 | 82 103      |
| 2007 | 107 617     |
| 2010 | 99 919      |
| 2014 | 104 031     |

## Infrastrutture e trasporti

### Ferrovie
La città è servita dal servizio ferroviario suburbano Tri-Rail.